# خالامد
خلامت (به لاتین: Khalamat) یک منطقهٔ مسکونی در افغانستان است که در ولایت غزنی ولسوالی ناور واقع شده‌است.
این قریه کوچک اما زیبا مربوط منطقه کشکک، برجگی می باشد.